# Ковалёв, Лев Борисович
Лев Борисович Ковалёв (укр. Левко Борисович Ковалів; 18 декабря 1894, Харьков, Харьковская губерния, Российская империя — 26 октября 1937, Бамлаг, СССР) — украинский государственный и политический деятель левого толка.

## Биография
Родился в Харькове. Учился в Выборгском коммерческом училище, с 1913 — в Киевском коммерческом институте. Был активным членом студенческого общества.
Затем присоединился к группе украинских социал-революционеров, с 1915 сотрудничал в газете «Боротьба». Из-за преследования властей вынужден был переехать в Полтаву, где работал инспектором в Полтавском губернском земстве. С начала апреля 1917 Ковалёв один из руководителей Украинской партии социалистов-революционеров, член ЦК партии. Избран в члены Учредительного Собрания по Полтавскому избирательному округу, список № 17. Во времена УНР член Центральной Рады. В январе—мае 1918 вместе с Игнатом Михайличенко, Александром Шумским, Антоном Приходько, Андреем Заливчий, Афанасием Любченко и др. принадлежал к левому крылу партии («боротьбистам»).
В марте 1919 стал одним из инициаторов создания Украинской партии социалистов-революционеров (коммунистов), возглавлял работу подпольной контрразведки. С приходом большевиков активно с ними сотрудничал. После захвата Киева деникинцами уехал в Москву. В 1919 вместе с Григорием Гринько вел переговоры с руководителями Коминтерна о признании боротьбистов единственной коммунистической организацией на Украине. Тогда же Ковалёв редактировал журнал «Украинский коммунист» и газету «Пролетарская борьба» (совместно с Иваном Косачем и Александром Шумским). В декабре 1919 Кузнецов подписал соглашение о сотрудничестве с КП(б)У, но уже в марте 1920 выступил против слияния боротьбистов с большевиками.
С февраля 1921 — заместитель наркома иностранных дел УССР, в марте того года был избран членом ВУЦИК. В ноябре 1921 вышел из рядов КП(б)У и переехал в Киев. Занимался научной работой в области фототехнических процессов и техникой цветной фотографии. В середине 1920-х вернулся в Харьков, где возглавил Украинский филиал общества «Радиопередача». В начале 1930-х поступил в аспирантуру Научно-исследовательского физико-химического института им. Л. Я. Карпова в Москве, затем работал здесь.
5 ноября 1934 арестован в Харькове органами ГПУ по обвинению в принадлежности к контрреволюционной боротьбистской организации, которая якобы готовила покушение на Сталина. Проходил по так называемому «делу боротьбистов» вместе с бывшими боротьбистами Даниилом Кудрёй, Юрием Мазуренко, Александром Полоцким, Семёном Семко, писателями Пётром Ванченко, Василием Вражливым, Григорием Эпиком, Александром Ковинькой, Николаем Кулишом, Николаем Любченко , Григорием Майфетом, Андреем Панивым, Валерьяном Яном Пидмогильным, Евгением Плужником, Валерьяном Полищуком, Владимиром Штангеем (всего 17 человек).
27—28 марта 1935 выездная сессия Военной коллегии Верховного Суда СССР приговорила Льва Ковалёва к 10 годам исправительно-трудовых лагерей. По постановлению особой тройки НКВД по Дальнему Востоку 26 октября 1937 расстрелян в Бамлаге. Реабилитирован в августе 1956.

## Семья
Два сына Ковалёва были расстреляны НКВД.